# Pratt & Whitney J58
Il Pratt & Whitney JT11D (o J58 secondo la nomenclatura delle United States Armed Forces) era un motore aeronautico a ciclo variabile sviluppato dalla Pratt & Whitney ed utilizzato sui Lockheed A-12, SR-71 e YF-12. Si trattava di un autoturboreattore, sorta di ibrido tra un motore a turbogetto ed uno statoreattore.

## Storia del progetto
Il JT11D fu inizialmente sviluppato negli anni cinquanta dalla Pratt & Whitney prima come programma interno autofinanziato e successivamente per soddisfare le specifiche di progetto di una versione migliorata (poi cancellata) del North American A3J-1 della United States Navy che prevedevano una velocità di crociera di Mach 2,5 con brevi punte a Mach 3.
Il motore venne definito nella sua struttura principale nel 1956 mentre l'assemblaggio dei primi prototipi iniziò nel 1957. Nell'agosto dell'anno successivo furono completate le prove per le 50 ore di funzionamento, mentre nell'agosto del 1959 la US Navy piazzò l'ordine per la costruzione di 30 prototipi. In seguito però, la United States Air Force (che nel frattempo aveva preso in considerazione il J58 per motorizzare il suo aereo da ricognizione Lockheed A-12), subentrò alla Marina che aveva deciso di ritirarsi dal progetto per il vertiginoso aumento dei costi. Secondo le convenzioni di nomenclatura delle forze armate statunitensi, era prevista l'assegnazione di un codice alfanumerico costituito da una lettera iniziale che identificava il tipo di motore (in questo caso "J", per motore turbogetto) e un numero pari ("58") che definiva la US Navy come destinataria del progetto. Nonostante il passaggio all'Aeronautica, il JT11D mantenne la denominazione J58 invece di assumere un nuovo codice con numero dispari.
Nel 1960 il motore venne rivisto con l'aggiunta di uno stadio del compressore e del postbruciatore.
dopo una lunga gestazione ritardata da una serie di problemi di produzione, volò per la prima volta su un A-12 il 5 ottobre 1962.
Rimase in produzione fino al 22 novembre 1989

## Tecnica

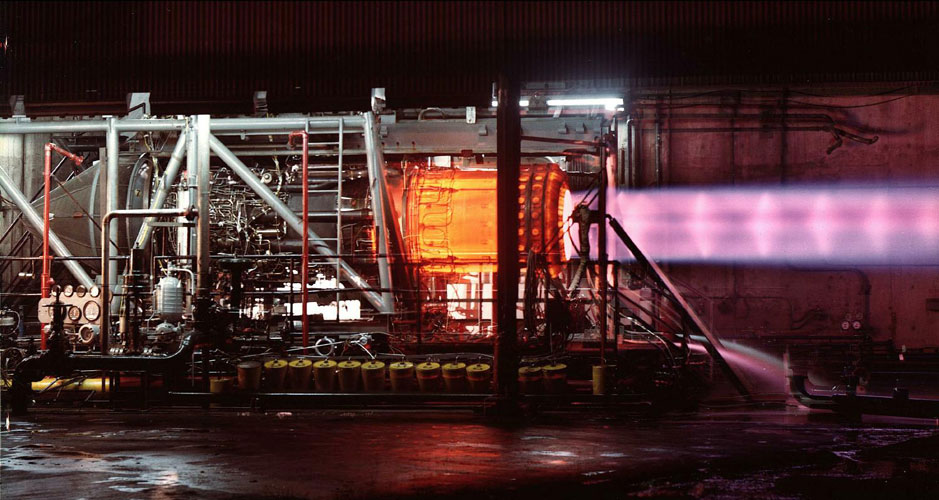
Un J58 durante una prova al banco con il postbruciatore acceso.

Il J58 era essenzialmente costituito da un turbogetto con postbruciatore. Rispetto alla prima versione (J58-P-2) sviluppata per la US Navy, la configurazione finale (J58-P-4) vide pesanti modifiche quali l'aggiunta di uno stadio al compressore assiale (che passò a nove stadi) in modo da aumentare il rapporto di compressione, l'aggiunta del postbruciatore ed i sei tubi di bypass che, prelevando aria dal quarto stadio del compressore, la convogliavano nel postbruciatore bypassando i restanti cinque stadi del compressore, la camera di combustione principale e la turbina.
Lo spillamento d'aria aveva i benefici effetti di mitigare i problemi di stallo e pompaggio
che affliggevano il compressore dei primi prototipi e di arricchire di ossigeno i gas di scarico nel postbruciatore permettendo di ottenere temperature e spinte più elevate.
Il funzionamento "ibrido" tra la modalità di turbogetto (a basse velocità ed altitudini) e quella a metà strada tra un turboventola e uno statoreattore, in cui l'aria compressa dalla presa d'aria ed i primi stadi del compressore era direttamente utilizzata nel postbruciatore, consentiva al J58 ed al suo ciclo termodinamico "variabile" di ottimizzare il rendimento ai vari regimi di volo.
La camera di combustione di tipo tubo-anulare era seguita da due stadi di turbina collegati da un albero al compressore.
A causa delle elevate temperature di esercizio, nel motore era impiegato un particolare lubrificante a base siliconica. Essendo solido a temperatura ambiente, doveva essere preriscaldato a 70 °C prima dell'avviamento del motore.

### Presa d'aria

Schema dei flussi di aria all'interno di un J58 al variare del numero di Mach.

La presa d'aria si componeva di una parte fissa esterna costituita dalla cappottatura anteriore del motore entro cui erano ricavate delle aperture regolabili, una spina centrale mobile che adattava la geometria della presa d'aria a seconda delle condizioni di volo dotata di superfici porose per lo sfogo dell'aria e un sistema di controllo dello strato limite per il corretto posizionamento degli urti interni. I movimenti della spina centrale e delle aperture di sfogo erano comandati da un controllo automatico (DAFICS). Fino a 30 000 piedi di altitudine, la spina era fissa nella posizione più avanzata. Al di sopra di questa quota e per velocità superiori a Mach 1,6 la spina (ricoperta di piccoli fori attraverso cui viene aspirato lo strato limite meno energetico per prevenirne il distacco), si ritraeva gradualmente.
Le aperture anteriori di sfogo dell'aria sulla cappottatura restavano chiuse fino a Mach 1,4 per poi essere regolate dal sistema di controllo automatico per mantenere l'urto normale (interno) in prossimità della sezione di gola. Nella porzione posteriore della presa d'aria, altre aperture regolabili provvedevano a regolare il flusso di raffreddamento che scorreva esternamente al motore e che veniva poi reimmesso nella parte finale dell'ugello di scarico.
Durante il volo supersonico il sistema automatico di controllo regolava la posizione della spina e delle aperture anteriori della presa d'aria in modo da regolare la quantità d'aria e massimizzare la pressione in ingresso al motore. In caso di espulsione dell'urto dalla presa d'aria, il sistema di controllo provvedeva automaticamente a "riavviare" la presa d'aria aprendo le valvole di sfogo anteriori e spostando in avanti la spina centrale. Una volta ricatturato l'urto, la spina e le aperture anteriori venivano automaticamente regolati secondo le condizioni di volo.

### Compressore
In ingresso al compressore era posto uno stadio statorico con venti palette a geometria variabile (IGV, chiamate in inglese Inlet Guide Vanes) che regolavano la portata in entrata a seconda della velocità di volo e del regime di rotazione del motore. Al decollo e durante l'accelerazione a velocità supersonica, le palette assumevano la posizione per la massima portata in ingresso (parallele al flusso d'aria), mentre in crociera ed ai regimi intermedi si portavano in parziale chiusura.
Tra i quattro stadi di bassa pressione ed i cinque di alta pressione erano presenti una ventina di fori chiusi da valvole che consentivano lo spillamento di aria che, aggirando il compressore di alta pressione, la camera di combustione e la turbina veniva convogliata mediante sei tubi che correvano lungo il motore direttamente nel postbruciatore. Inoltre, mediante delle ulteriori valvole, la stessa aria era espulsa all'esterno durante le fasi di avviamento del motore o per ovviare ad un eventuale stallo del compressore.

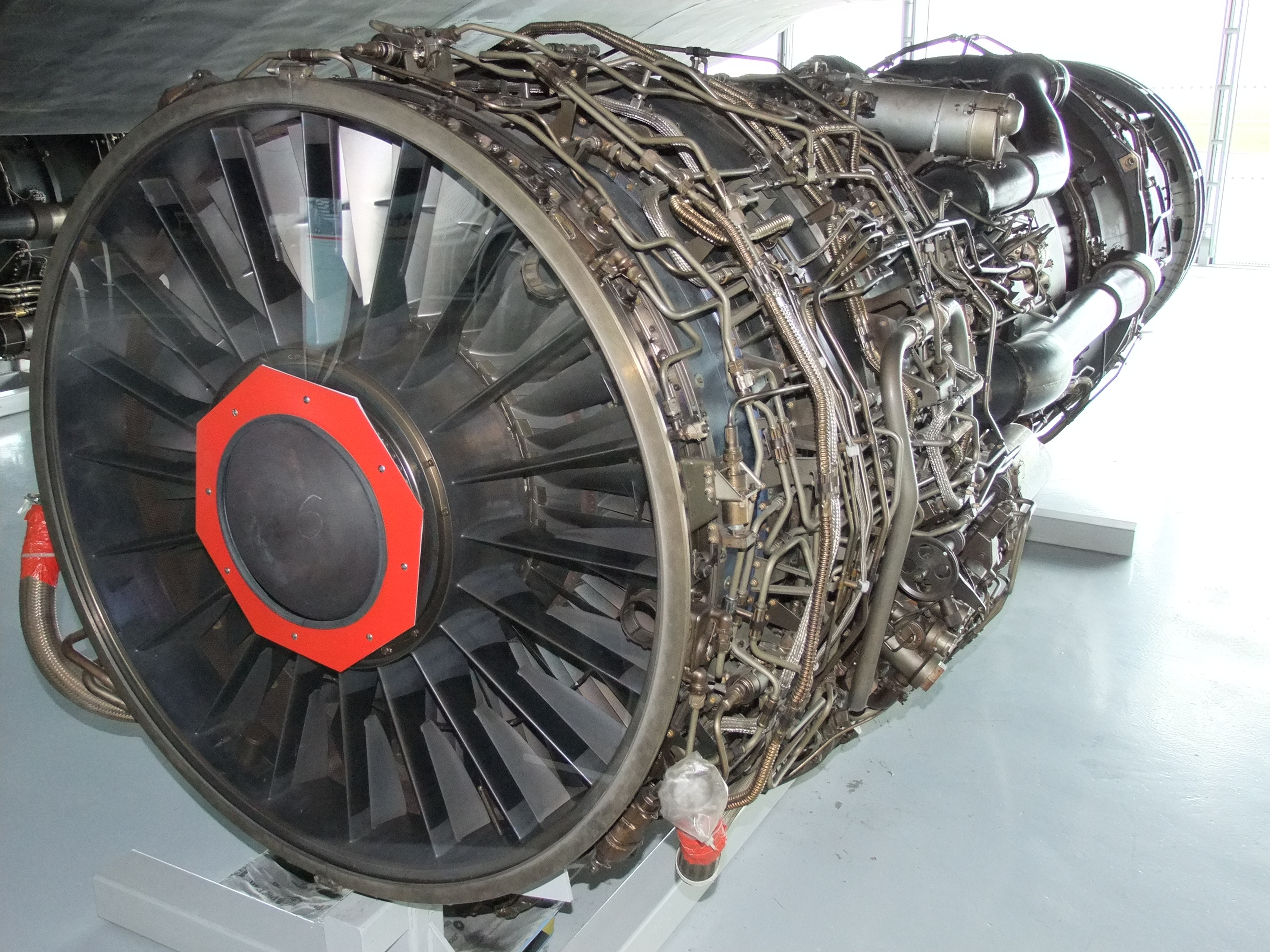
Un J58 esposto presso l'Imperial War Museum. In evidenza le palette a geometria variabile del primo stadio statorico (qui mostrate in posizione per la massima portata)

Lo spillamento di aria dal compressore di bassa pressione consente di modulare il rapporto di compressione totale (all'incirca tra 6 e 8) in modo da limitare a 750 °C la temperatura dell'aria in uscita dal compressore di alta per una temperatura di 400 °C in ingresso al compressore di bassa pressione.
I primi stadi del compressore erano costruiti utilizzando leghe di titanio (in particolare Ti-8-1-1 e
Ti-5-2.5), grazie alla loro leggerezza, robustezza e resistenza allo scorrimento viscoso fino a temperature di 460 °C.

### Camera di combustione
Otto tubi di fiamma tra loro interconnessi e contenuti in un involucro anulare costituivano la camera di combustione. Quarantotto atomizzatori di combustibile erano installati a gruppi di sei, ciascuno per ogni tubo di fiamma. Ogni atomizzatore aveva un ugello primario con area fissa ed uno secondario con area variabile (che si apriva in funzione del calo di pressione nell'ugello primario) che iniettavano il combustibile in camera di combustione attraverso un'apertura comune.
Date le elevate altitudini e velocità di crociera caratteristiche dei velivoli sul quale fu installato il J58, fu necessario impiegare un combustibile (JP-7) con un punto di infiammabilità particolarmente elevato che veniva utilizzato anche per il raffreddamento di strutture e sistemi di bordo. Al posto delle normali candelette di accensione, quindi, fu installato un particolare impianto che provvedeva all'accensione del combustibile mediante l'iniezione di trietilborano (TEB), una sostanza che si incendia spontaneamente a contatto con l'aria. Un piccolo serbatoio contenente 600 cc di questa sostanza era installato su ogni motore e garantiva fino a sedici avviamenti del motore o del postbruciatore.

### Turbina
Negli anni sessanta la Pratt & Whitney fu pioniera nell'introduzione di processi metallurgici per la produzione di superleghe con grano monocristallino. Il J58 fu il primo motore in assoluto sul quale vennero sperimentate palette prodotte con questa tecnologia che permetteva di ottenere notevoli risultati in termini di resistenza alle alte temperature e basso scorrimento viscoso (creep).

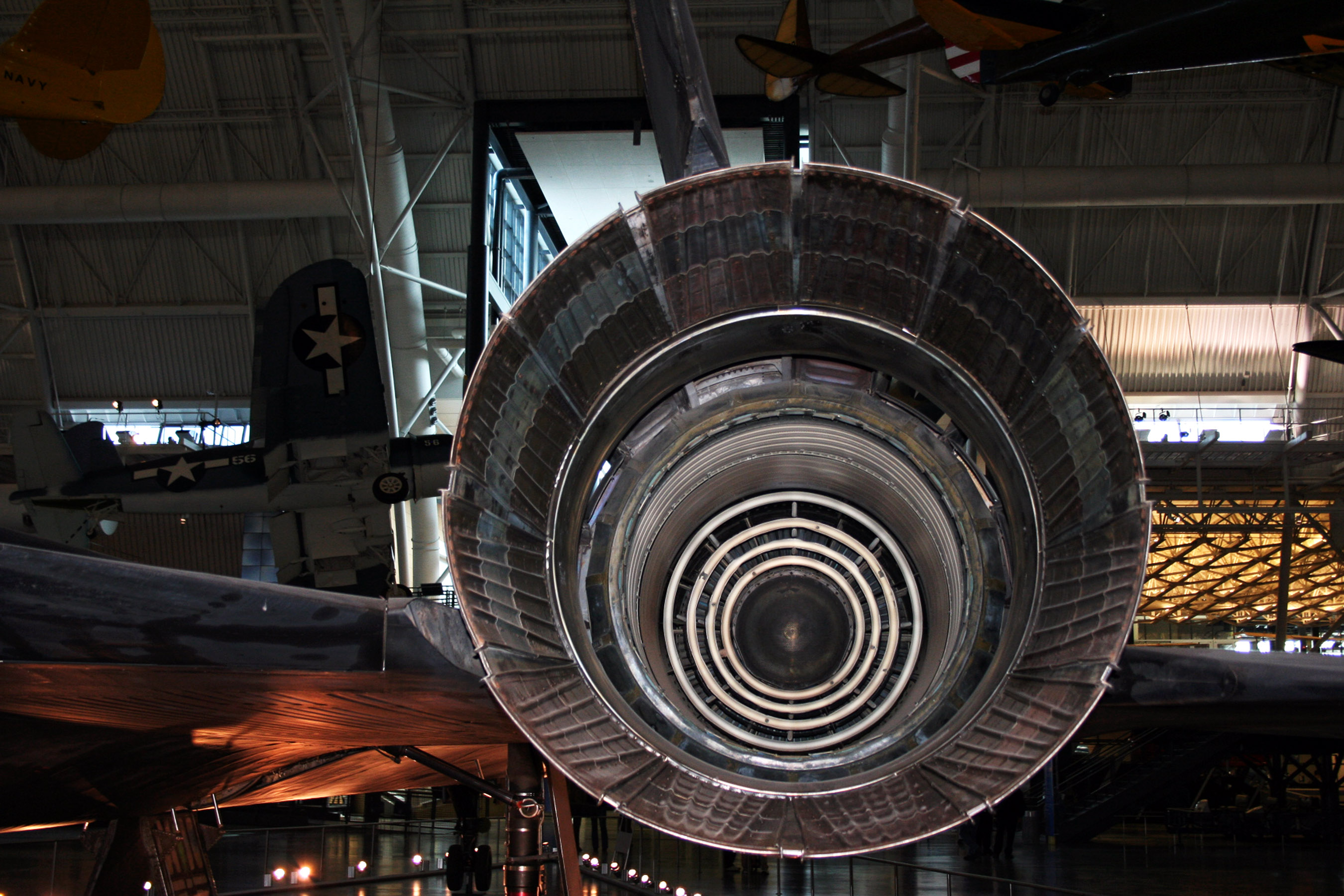
Dettaglio dei petali dell'ugello di scarico convergente-divergente e, al centro, i quattro anelli reggi-fiamma del postbruciatore.

La temperatura in ingresso alla turbina era di circa 1100 °C, un valore record per quei tempi. Le palette del primo stadio erano cave e raffreddate internamente con aria prelevata a valle del compressore di alta pressione.

### Postbruciatore
Le prime versioni di J58 non erano dotate di postbruciatore. Sul J58-P4 il postbruciatore era abbastanza compatto, con un ugello convergente-divergente a geometria variabile comandato da dieci attuatori idraulici che, a partire da una velocità dei gas di scarico di 0,9 Mach, allargava i petali dell'ugello a formare un condotto divergente fino alla massima apertura che si aveva per Mach 2,4. L'ugello era in grado di accelerare i gas in uscita dalla turbina da una velocità di Mach 0,4 ad oltre Mach 3.
Internamente il postbruciatore era formato da quattro anelli concentrici destinati ad "ancorare" la fiamma retti da otto supporti che assicuravano anche l'ottimale distribuzione della fiamma una volta accesa dall'iniziale iniezione di TEB. A monte di questa struttura, un sistema di deflettori uniformava il flusso proveniente dai sei tubi che prelevavano l'aria dal compressore miscelandolo con i gas di scarico in uscita dalla turbina.

## Velivoli utilizzatori
Stati Uniti
- Lockheed A-12
- Lockheed YF-12
- Lockheed SR-71